# Эль-Хаур
Эль-Хаур, также Хор (араб. الخور‎) — город на побережье Персидского залива в северной части Катара в 50 км к северу от столицы страны Дохи. Эль-Хаур — административный центр одноимённого муниципалитета. Население 31 547 человек (на 2008 год).
Название города переводится с персидского языка как «залив» из-за своего расположения. Эль-Хаур служит местом проживания и работы для множества работников нефтяной промышленности из-за близкого расположения города к нефтяным и газовым полям Катара.

## История
Эль-Хаур управлялся племенем Аль-Моханади до обретения независимости Катаром в 1971 году. Считается, что племя Аль-Моханади образовалось в XVIII веке. Племя состоит из 7 бедуинских родов. И в нынешнее время большинство горожан Аль-Хаура принадлежит к этому племени.

## Описание
Эль-Хаур известен своим Al-Sultan beach hotel & resort — дворцом, преобразованным в отель, а также большой концентрацией современных и исторических мечетей. Главной экономической отраслью города служит рыболовство. Несколько прекрасных пляжей в окрестностях Эль-Хаура способствует строительству здесь резиденций как жителей самого города, так и резидентов из столичной Дохи.